# Irkucki Okręg Wojskowy
Irkucki Okręg Wojskowy (ros. Иркутский военный округ) – jeden z okręgów wojskowych Imperium Rosyjskiego, istniejący od 1884 do 1899, kiedy to wraz z Omskim OW utworzył Syberyjski Okręg Wojskowy i ponownie sformowany po rozdzieleniu od 1906 .